# Torynesis piquetbergensis
Torynesis piquetbergensis är en fjärilsart som beskrevs av Dickson 1967. Torynesis piquetbergensis ingår i släktet Torynesis och familjen praktfjärilar. Inga underarter finns listade i Catalogue of Life.